# Вінні-Пух йде в гості
«Вінні-Пух йде в гості» — радянський мальований мультиплікаційний фільм.
Другий мультфільм-екранізація за однойменною казкою Алана Мілна.
Серія мультфільмів:
- Вінні-Пух (1969)
- Вінні-Пух йде в гості (1971)
- Вінні-Пух та день турбот (1972)

## Сюжет
Якось уранці Вінні-Пух неквапом прогулювався з П'ятачком і складав нову пісеньку. У цей момент Пуху прийшла ідея піти до когось у гості. Вони йдуть навмання, співаючи пісню «Кто ходит в гости по утрам», написану Пухом. Зрештою, приходять до нори Кролика. Хоча вони прийшли непроханими, Кролик приймає друзів і пригощає медом та згущеним молоком. Пух з'їдає всі запаси Кролика і, спробувавши вилізти назовні, застряє в норі через розпухлий животик. Витягти його неможливо, і Кролик пропонує чекати тиждень, поки Вінні схудне. У цей момент Пух чхає і каже, що він схуд, після чого Кролик та П'ятачок його витягують. Тепер він зрозумів, що не варто надто довго засиджуватися в гостях, щоб не потрапити в безвихідь.

## Творці
- Автори сценарію — Борис Заходер, Федір Хитрук
- Режисер — Федір Хитрук
- Композитор — Мойсей Вайнберг
- Художники-постановники — Володимир Зуйков, Едуард Назаров
- Оператор — Михайло Друян
- Звукооператор — Георгій Мартинюк
- Мультиплікатори — Світлана Жутовська, Ельвіра Маслова, Марія Мотрук, Геннадій Сокольський, Ігор Підгірський, Валерій Угаров

## Ролі озвучували
| Актор            | Роль       |
| ---------------- | ---------- |
| Володимир Осенєв | від автора |
| Євген Леонов     | Вінні-Пух  |
| Ія Саввіна       | П'ятачок   |
| Анатолій Щукін   | Кролик     |

## Нагороди
- 1976 — Державна премія СРСР, режисеру Федору Хитруку.

## Українське закадрове озвучення
Українською мовою озвучено телекомпанією «Інтер» у 2021 році. Ролі озвучували: Андрій Альохін, Дмитро Вікулов, Дмитро Рассказов-Тварковський і Юлія Малахова.